# Jordan Cronenweth
Jordan Scott Cronenweth (Los Angeles, 20 febbraio 1935 – Los Angeles, 29 novembre 1996) è stato un direttore della fotografia statunitense.
È noto per il suo pluripremiato lavoro nel film cult di fantascienza Blade Runner (1982).

## Carriera cinematografica
Lavora a numerosi classici del cinema, tra cui Anche gli uccelli uccidono (1970), Stati di allucinazione (1980), Peggy Sue si è sposata (1986), ma il suo più grande contributo lo darà al film cult di fantascienza Blade Runner (1982). Morirà dopo poche settimane dall'inizio delle riprese per il film di fantascienza Alien³, nel 1996.

## Vita privata
Sposato con Carol, dalla quale ha avuto tre figli: Christie, Tim e Jeff Cronenweth, anch'egli direttore della fotografia. Nel 1978 gli viene diagnosticata la malattia di Parkinson, ma nonostante questo continuerà a lavorare altri quattordici anni.

## Premiazioni
- LAFCA Award: Migliore Fotografia per il film Blade Runner (1982)
- BAFTA Award: Migliore Fotografia per il film Blade Runner (1982)
- ASC Award: Migliore Fotografia per il film Peggy Sue si è sposata (1986)

### Nomination
- BSC Award: Migliore Fotografia per il film Blade Runner (1982)
- Academy Award: Migliore Fotografia per il film Peggy Sue si è sposata (1986)

## Filmografia

### Cinema
- Trilogy, regia di Frank Perry (1969) - (episodio "A Christmas Memory")
- Anche gli uccelli uccidono (Brewster McCloud), regia di Robert Altman (1970)
- L'ossessa - I raccapriccianti delitti di Monroe Park (The Touch of Satan), regia di Don Henderson (1971)
- Apache (Cry for Me, Billy), regia di William A. Graham (1972)
- Play It As It Lays, regia di Frank Perry (1972)
- Una donna chiamata moglie (Zandy's Bride), regia di Jan Troell (1974)
- Il mediatore (The Nickel Ride), regia di Robert Mulligan (1974)
- Prima pagina (The Front Page), regia di Billy Wilder (1974)
- Gable e Lombard: un grande amore (Gable and Lombard), regia di Sidney J. Furie (1976)
- Citizens Band, regia di Jonathan Demme (1977)
- Rolling Thunder, regia di John Flynn (1977)
- Stati di allucinazione (Altered States), regia di Ken Russell (1980)
- Alla maniera di Cutter (Cutter's Way), regia di Ivan Passer (1981)
- Blade Runner, regia di Ridley Scott (1982)
- Amici come prima (Best Friends), regia di Norman Jewison (1982)
- Soltanto tra amici (Just Between Friends), regia di Allan Burns (1986)
- Peggy Sue si è sposata (Peggy Sue Got Married), regia di Francis Ford Coppola (1986)
- Giardini di pietra (Gardens of Stone), regia di Francis Ford Coppola (1987)
- Stato di grazia (State of Grace), regia di Phil Joanou (1990)
- Analisi finale (Final Analysis), regia di Phil Joanou (1992)

### Televisione
- ABC Stage 67 - serie TV, episodio 1x14 (1966)
- Uccelli da preda (Birds of Prey), regia di William A. Graham - film TV (1973)
- One in a Million: The Ron LeFlore Story, regia di William A. Graham - film TV (1978)
- La sopravvissuta (And I Alone Survived), regia di William A. Graham - film TV (1978)
- Lotta per la vita (Transplant), regia di William A. Graham - film TV (1979)

## Video musicali
- Joni Mitchell
  - Refuge of the Roads (1984)
- Talking Heads
  - Stop Making Sense (1984)
- U2
  - Rattle and Hum (1988)
  - When Love Comes to Town (1988)
- Madonna
  - Oh Father (1989)